# Ламсден, Чарльз
Чарльз Дж. Ламсден (род. 1949) — канадский биолог, работающий на медицинском факультете и в Институте медицинских наук Университета Торонто. Он был одним из первых сторонников социобиологии, обращаясь к нашей генетической природе, чтобы дополнить культуру в описании того, что делает нас людьми. Он написал две влиятельные книги в сотрудничестве с Эдвардом О. Уилсоном «Genes, Mind and Culture: The coevolutionary process» (издательство Гарвардского университета, 1981) и «Promethean fire: reflections on the origin of mind» (издательство Гарвардского университета, 1983). Часть его интересов связана с математическими и философскими основами физической теории в биологии и истоками творчества. Он также был соредактором учебников по биологии, в частности « Физическая теория в биологии: основы и исследования» 1997 года.